# Tobey Maguire
Tobias Vincent Maguire (Santa Monica, 27 juni 1975) is een Amerikaans acteur en filmproducent. Hij is vooral bekend van zijn rol als Spider-Man/Peter Parker in films: Spider-man, Spider-Man 2, Spider-Man 3 en Spider-Man: No Way Home en staat bekend voor andere rollen zoals bij Pleasantville en The Great Gatsby.

## Biografie
Toen Maguire geboren werd, waren zijn moeder en zijn vader respectievelijk 18 en 20 jaar oud. Hun relatie hield maar twee jaar stand en Maguire werd vooral opgevoed door zijn moeder. Maguire heeft zijn middelbare school zonder diploma verlaten om zijn droomcarrière als acteur na te jagen. Hij kreeg begin jaren negentig voornamelijk gastrollen, onder andere in de televisieseries General Hospital, Blossom en Roseanne. Hij volgde op aanraden van zijn moeder ook dramacursussen in zijn vrije tijd. In 1993 deed hij auditie voor de hoofdrol in This Boy's Life. Hij kreeg de rol niet - deze ging naar Leonardo DiCaprio - maar mocht wel een kleine bijrol vertolken. In 2002 kreeg Maguire de rol van Peter Parker / Spider-Man in de gelijknamige film Spider-Man toebedeeld. Hiermee brak hij definitief door in Hollywood en was hij tevens te zien in de vervolgfilms Spider-Man 2 en Spider-Man 3. Voor zijn eerste Spider-Manfilm kreeg hij een salaris van 4 miljoen dollar, maar voor deel twee ontving hij een gage van 17 miljoen dollar. In 2021 keerde Maguire terug als Spider-Man in de nieuwste film Spider-Man: No Way Home.

## Privé
Maguire had een korte relatie met zijn tegenspeelster in Spider-Man, Kirsten Dunst. Van 2007 tot en met 2016 was Maguire getrouwd met juweelontwerpster Jennifer Meyer. Met haar kreeg hij in 2006 een dochter en in 2009 een zoon.
Maguire is goed bevriend met acteurs Leonardo DiCaprio en Kevin Connolly.

## Filmografie

### Films
- 1989 The Wizard, als Lucas
- 1993 This Boy's Life, als Chuck Bolger
- 1994 Revenge of the Red Baron, als Jimmy Spencer
- 1994 S.F.W., als Al
- 1994 Healer, als tiener
- 1997 The Ice Storm, als Paul Hood
- 1997 Deconstructing Harry, als Harvey Stern
- 1997 Joyride, als J.T.
- 1998 Fear and Loathing in Las Vegas, als een bergbeklimmer
- 1998 Pleasantville, als David
- 1999 The Cider House Rules, als Homer Wells
- 1999 Ride with the Devil, als Jake Roedel
- 2000 Wonder Boys, als James Leer
- 2001 Don's Plum, als Ian
- 2001 Cats & Dogs, als Lou de Beagle (stem)
- 2002 Spider-Man, als Peter Parker / Spider-Man
- 2003 Seabiscuit, als Red Pollard
- 2004 Spider-Man 2, als Peter Parker / Spider-Man
- 2006 The Good German, als Cpl. Patrick Tully
- 2007 Spider-Man 3, als Peter Parker / Spider-Man
- 2008 Tropic Thunder, als zichzelf (cameo)
- 2009 Brothers, Captain Sam Cahill
- 2011 The Details, als Jeff Lang
- 2013 The Great Gatsby, als Nick Carraway
- 2013 Labor Day, als oudere Henry Wheeler
- 2014 Pawn Sacrifice, als Bobby Fischer
- 2017 The Boss Baby, als volwassen Tim
- 2021 Spider-Man: No Way Home, als Peter Parker / Spider-Man
- 2022 Babylon, als James McKay

### Televisie
- 1989 Rodney Dangerfield: Opening Night at Rodney's Place, als jongen nr 3
- 1990 Tales from the Whoop: Hot Rod Brown Class Clown, als Hot Rod Brown
- 1990 1st & Ten, als Chad
- 1991  Eerie, Indiana, als Tripp McConnell
- 1991 Roseanne, als Jeff
- 1992 Wild & Crazy Kids, als zichzelf
- 1992 Great Scott!, als Scott Melrod
- 1994 Walker, Texas Ranger, als Duane Parsons
- 1994 Spoils of War, als Martin
- 1994 A Child's Cry for Help, als Peter Lively
- 1996 Seduced by Madness, als Chuck Borchardt
- 1996 Duke of Groove, als Rich Cooper
- 2014 The Spoils of Babylon, als Devon